# ジェームズ・バークリー (第6代バークリー子爵)
第6代バークリー子爵ジェームズ・バークリー（英語: James Bulkeley, 6th Viscount Bulkeley、1717年2月17日 – 1752年4月23日）は、イギリスの貴族、政治家。トーリー党に所属し、1739年から1752年まで庶民院議員を務めた。

## 生涯
第4代バークリー子爵リチャード・バークリーとブリジット・バーティー（Bridget Bertie、1753年6月13日没、初代アビンドン伯爵ジェームズ・バーティーの娘）の息子として、1717年2月17日に生まれ、3月2日にビューマリスで洗礼を受けた。1725年よりウェストミンスター・スクールで教育を受けた後、1735年4月30日にオックスフォード大学オリオル・カレッジに入学した。1739年3月15日に兄リチャードが死去すると、バークリー子爵の爵位を継承した。
1739年から1752年に死去するまで北ウェールズ会計係（Chamberlain of North Wales）を務めた。
1739年4月20日にビューマリス選挙区で庶民院議員に当選、以降1752年まで務めた。
1745年ジャコバイト蜂起に向けたイングランドのジャコバイトとフランスの交渉において、第3代準男爵サー・ワトキン・ウィリアムズ＝ウィンの部下としてウェールズで蜂起を指揮することを約束した。
1752年4月23日に死去、8か月後に生まれた息子トマス・ジェームズが爵位を継承した。

## 家族
1749年8月5日、エンマ・ローランズ（Emma Rowlands、1770年8月18日没、トマス・ローランズの娘）と結婚、1男2女を儲けた。
- ブリジット（1749年 – 1766年7月13日）
- エレノア・マリア（1750年 – ?） - 夭折
- トマス・ジェームズ（1752年 – 1822年） - 父の死後に生まれ、第7代バークリー子爵を継承した。子供なし